# Sautier
Un sautier est un représentant d'un office communal spécifique en Suisse. La fonction de sautier semble héritière de l'office de saltuarius ou saltarius qui, dans la tradition urbaine italienne, dénomme un gardien ou custode de la cité, en latin médiéval.  

## Etude de cas selon les cantons ou les cités hélvétiques

### Berne
À Berne il prend le nom de « (Gros) Weibel », mot très abondamment attesté dès le XIIIe siècle.

### Genève

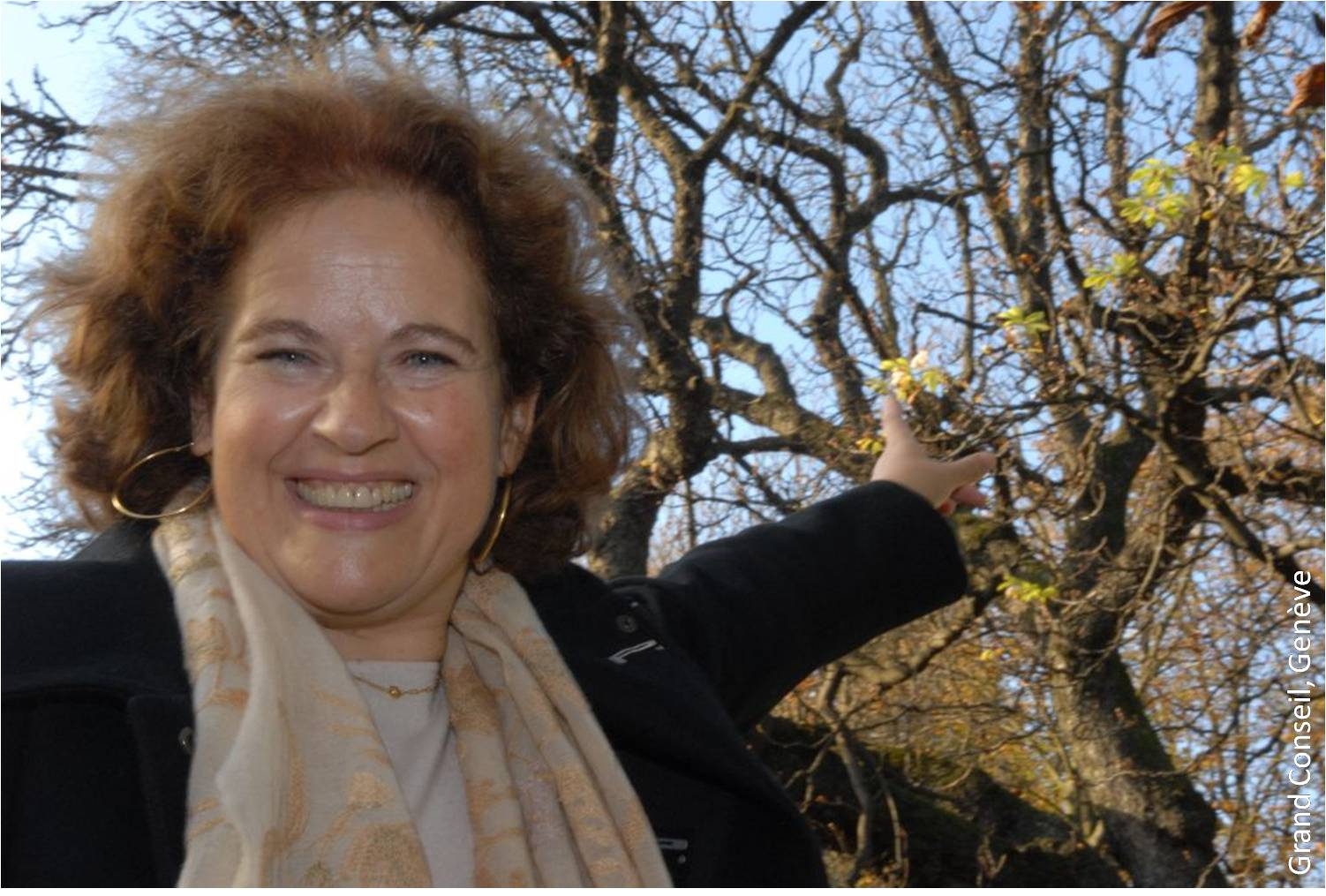
Maria Anna Hutter, sautier du Grand Conseil, devant le marronnier officiel de Genève.

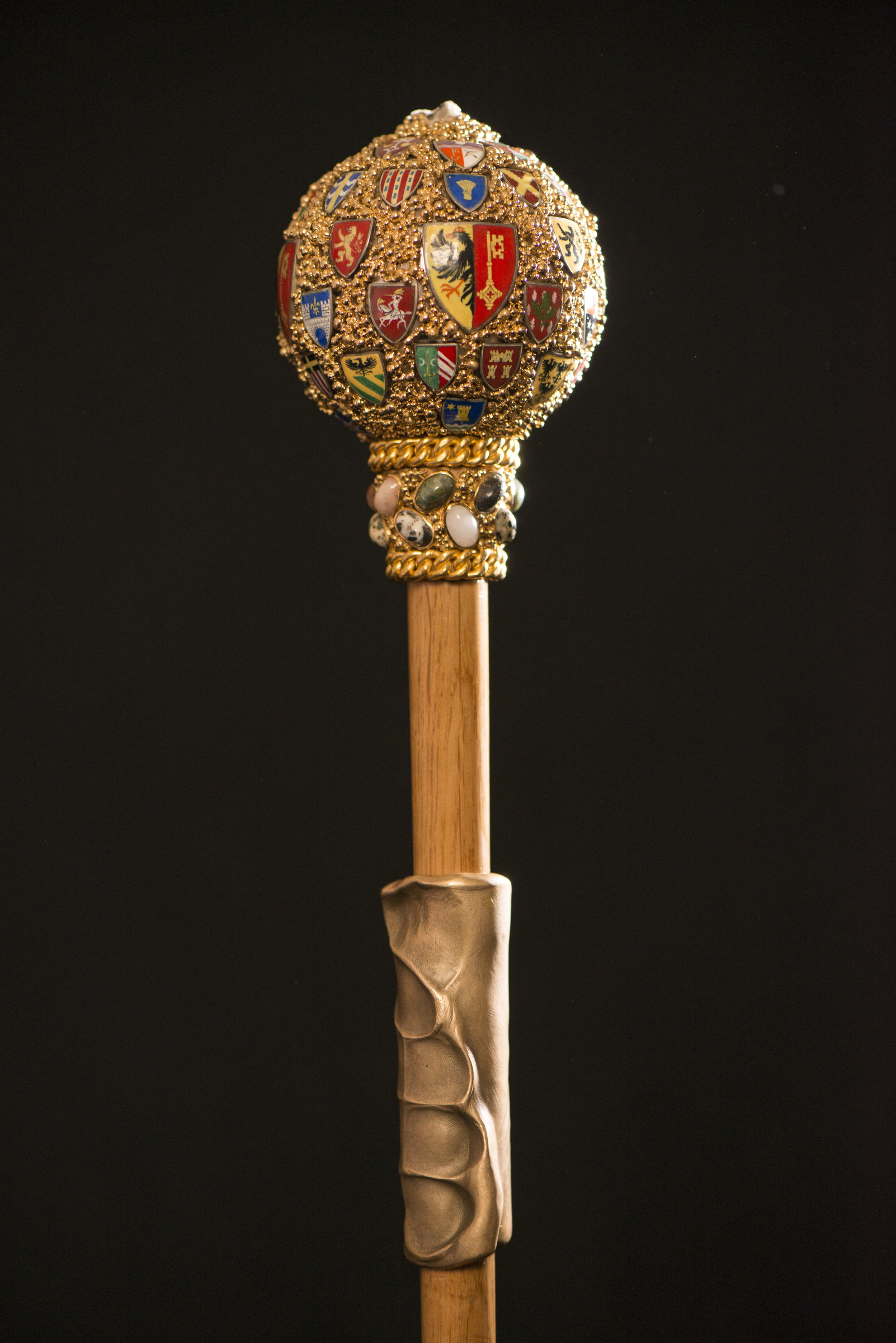
Masse du sautier.

À Genève, au moins dès le XVe siècle, la Ville comporte au moins 16 guets, des gardes, semblables à la police actuelle, qui patrouillent entre autres la nuit (d'où leur nom). Ceux-ci sont sous les ordres du gros sautier, qui réside à la Maison de la Ville, sorte de concierge, et exercent de nombreuses charges qui varient au cours des époques. Il assiste aux séances du Conseil, transmets les ordres ou messages des autorités, convoque les habitants appelés par le Conseil, garde les prisonniers détenus dans la Maison de la Ville, procède à des saisies, estime des objets donnés comme gage, gère le chauffage et le stock de bois, etc. Il porte la livrée de la Ville jusqu'en 1568, date à laquelle on préfère lui attribuer une « petite gaule noire », symbole de son office.
Aujourd'hui, Dans le canton de Genève, le sautier de la République exerce les fonctions de secrétaire général du Grand Conseil (parlement cantonal). Traditionnellement, le sautier est également chargé d'observer le marronnier officiel de Genève pour déterminer la date d'éclosion de la première feuille, une information transmise à la presse et qui annonce le début du printemps. Depuis 2017, le poste est occupé par Monsieur Laurent Koelliker.
Les sautiers ont été successivement :
| Début                            | Fin              | Nom                       |
| -------------------------------- | ---------------- | ------------------------- |
| 1483                             | 1496             | Jean de Passy             |
| 1496                             | 1510             | Michel Lyonardi           |
| 1510                             | 1514             | Pierre Maniglier          |
| 1514                             | 1518             | Michel Lyonardi           |
| 1518                             | 1519             | Humbert Trenchant         |
| 1519                             | 1526             | Pierre Gervais            |
| 1526                             | 1527             | Pierre Trenchant          |
| 1527                             | 1546             | Pétroman Falquet          |
| 1546                             | 1555             | Aymé des Arts             |
| 1556                             | 1562             | Lupi Tissot               |
| 1562                             | 1568             | Jautan Fassoret           |
| 1568                             | 1571             | Etienne Baudières         |
| 1571                             | 1572             | Jean Collondaz            |
| 1572                             | 1573             | Pierre Fabri              |
| 1573                             | 1578             | David Chapuis             |
| 1578                             | 1582             | Claude Andrion            |
| 1582                             | 1587             | Amy Ramier                |
| 1587                             | 1590             | Gabriel Patru             |
| 1590                             | 1599             | David Deroches            |
| 1600                             | 1602             | Siméon Butini             |
| 1602                             | 1607             | Michel Voisine            |
| 1608                             | 1610             | Pierre Canal              |
| 1610                             | 1614             | Jacques Bitri             |
| 1615                             | 1619             | Nicolas Andrion           |
| 1620                             | 1623             | Jean des Arts             |
| 1624                             | 1628             | Gaspard Mestrezat         |
| 1629                             | 1635             | Michel Rilliet            |
| 1636                             | 1643             | Etienne Chabrey           |
| 1643                             | 1648             | Abraham Rigot             |
| 1649                             | 1652             | Pierre des Confins        |
| 1653                             | 1659             | Georges Gambiague         |
| 1659                             | 1662             | Paul de la Maisonneuve    |
| 1662                             | 1664             | Jean Revilliod            |
| 1664                             | 1670             | Théophile Sarasin         |
| 1670                             | 1678             | Isaac Piaget              |
| 1678                             | 1689             | André Dunant              |
| 1690                             | 1692             | Marc du Puy               |
| 1693                             | 1697             | Marc Sarasin              |
| 1698                             | 1703             | Pierre Galiffe            |
| 1704                             | 1709             | Jean de Chapeaurouge      |
| 1710                             | 1713             | Pierre Lect               |
| 1714                             | 1719             | Jaques Franconis          |
| 1720                             | 1725             | Gédéon Martine            |
| 1726                             | 1731             | Jean de la Corbière       |
| 1732                             | 1736             | Guillaume Dansse          |
| 1737                             | 1742             | André Mollet              |
| 1743                             | 1747             | André Gallatin            |
| 1748                             | 1753             | Pierre de la Rive         |
| 1754                             | 1759             | Jean-Jacques Trembley     |
| 1760                             | 1761             | Jean-Antoine de Normandie |
| 1762                             | 1765             | Jean Puerary              |
| 1766                             | 1769             | Ami de Rochemont          |
| 1769                             | 1770             | Marc le Fort              |
| 1771                             | 1776             | Frédéric de Chapeaurouge  |
| 1777                             | 1782             | Jean de la Rive           |
| 1783                             | 1792             | Louis-Frédéric Lombard    |
| 1793                             | 1798             | Jean-Gabriel Philibert    |
| Aucun sautier entre 1798 et 1815 |                  |                           |
| 1815                             | 1830             | Théodore Paul             |
| 1830                             | 1857             | Henri Fromont             |
| 1858                             | 1904             | Isaac Ruff                |
| 1904                             | 1904             | Joseph Lang               |
| 1904                             | 1911             | Samuel Démolis            |
| 1911                             | 1922             | Jules Véresoff            |
| 1923                             | 1929             | Alphonse Wiedmer          |
| 1930                             | 1945             | Adolphe-Emile Tombet      |
| 1945                             | 1957             | Albert Perréard           |
| 1957                             | 1969             | Henri Fontaine            |
| 1969                             | 1978             | Jean Hoesner              |
| 1978                             | 15 novembre 1996 | Pierre Stoller            |
| octobre 1996                     | juin 1999        | Myriam Boussina-Mercille  |
| juin 1999                        | décembre 2016    | Maria Anna Hutter         |
| janvier 2017                     |                  | Laurent Koelliker         |

### Neuchâtel
Dans le canton de Neuchâtel, les sautiers sont les huissiers du conseil d’État ou de ceux de la magistrature municipale.

## Historique et origine du terme
Le mot sautier et ses variantes en ancien français ou ultérieures, saultier, soultier, soutier, sutier, voire psautier, paraît être l'évolution du mot saltuarius,saltarius, salterius en latin médiéval, c'est-à-dire le latin parlé et écrit à l'époque médiévale. Il semble que ce soit à l'origine un gardien des confins d'un grand domaine (villa ou fundus), un gouverneur (villicus) d'un territoire (parfois en partie vide), le responsable ou procureur d'un pays ou comté (pagus), d'une région (regio) sous une autorité régalienne. Le saltuarius est un haut personnage, un clerc ou un noble qui contrôle ou fait exploiter les richesses du "saltus", le vaste espace indécis entre les champs cultivés, protégés du finage (ager) et la forêt sauvage (sylva). A ce titre, il figure à côté du vice-maître, de l'intendant du domaine et du majordome. 
Le mot a pris une gamme d'acception variable selon les territoires et domaines. L'essor des villes au XIe siècle ou XIIe siècle en Occident, plus précoce avec les villes-états en Italie, organisées en communes ou municipalités, lui fait parfois garder son rôle de gardien ou gouverneur spécifique, siégeant à côté du maire (major), des échevins (scabini), des syndics et autres procureurs. Est-ce sous l'influence des mutations urbaines que le sautier prend le sens d'un « fonctionnaire de l'ordre judiciaire présidant certaines cours inférieures » ? Nous pouvons répondre en partie pour la Suisse romande. L'acception la plus courante est un sautier « huissier d'un Conseil ou d'un corps constitué, chargé de convoquer, d'introduire, de veiller à la porte, de faire les messages et de diverses fonctions de police ». Le sautier, aujourd'hui encore, correspond à un « huissier communal ».   
La définition du sautier ou saltuarius initial en un gardien du saltus (saltaris ou saltus custos) ouvre un débat. Qu'est ce que le saltus ? En latin médiéval, le mot est polysémique. Mais il est certes facile de garder le premier sens d'espace non cultivé, à moitié sauvage, mais accessible aux hommes pour de multiples prédations de ressources (animales, végétales ou ligneuses, minérales ou minières...). Typiquement, il y a des bois que l'on peut couper, des espaces forestiers et des clairières que l'on peut entailler ou ouvrir, faire pâturer en extensif ou en intensif à divers troupeaux (chèvres, porcs, bovins), des cours d'eau à aménager... Mais en latin médiéval saltus se confond allègrement avec forêt ou sylva. 
L'hypothèse que le saltus se confonde avec un fundus ou latifundus, « fonds de terre » ou « grand domaine foncier », rejoint l'hypothèse d'une extension du rôle du saltuarius, surveillant omnipotent, qui gère autant les petits domaines clos, les jardins, les champs ou terres ouvertes et leurs moissons (messium), les vignes et ses récoltes (vitium), les prés que les clairières, les eaux et les poissons, les arbres et les haies, le gibier et la « forêt » du domaine. Dans le monde rural, il est aisé de comprendre que la digne fonction de sautier, disparue ou morcelée à l'échelle communautaire ait parfois ainsi perdu son prestige, en devenant une fonction commune ou un office rustique, probablement à partir de la fin du XIIIe siècle, au même titre que le « garde messier, celui qui garde les moissons », le « garde forestier » ou mieux le « garde champêtre ».
Dans les archives rurales, le sautier apparaît en garde forestier ou en garde champêtre. Une des premières mentions date de 1333, dans la Meuse. Mais on le retrouve aussi fréquemment en Franche-Comté, en Italie du Nord ou dans les Grisons. On trouve aussi l'acception de garde forestier à Genève, dès 1358